# 约翰·苏尔特斯
约翰·苏尔特斯，CBE（英語：John Surtees，1934年2月11日—2017年3月10日），英國賽車手，一屆一级方程式世界车手冠军和四屆世界摩托車錦標賽冠軍。他是歷史上第一位囊括兩輪與四輪世界冠軍的車手。他成立苏尔特斯车队，並在1970至1978年出戰一級方程式賽車、二級方程式賽車和方程式5000。他也曾任賽車步伐基金會大使。

## 生平

### 摩托車生涯
蘇爾特斯是倫敦南部一名摩托車經銷商的兒子。他坐在父親的摩托車文生的邊車上展開職業賽處女秀，兩人也贏得了那場比賽的冠軍。然而，當賽會知道蘇爾特斯的實際年齡後，他們喪失了冠軍資格。他在15歲首次參賽草地摩托車賽。1950年，16歲的蘇爾特斯開始在文生工廠擔任學徒。他在1951年摩托車聯合會舉辦於斯拉克斯頓賽道得一場賽事中，給予諾頓明星車手傑夫·杜克極大的挑戰而一舉成名。
1955年，諾頓的賽事主任喬·克雷格（Joe Craig）給予蘇爾特斯首輛廠隊贊助摩托車。賽季中，他曾在銀石及布蘭茲·哈奇兩站擊敗衛冕冠軍杜克。然而，在諾頓面臨財務困難且沒有明確參賽計畫的情況下，蘇爾特斯接受了MV阿古斯塔廠隊提出的合約，在效力該隊期間獲得「風之子」（figlio del vento）的稱號。
杜克因為支持一起由車手發起的罷工，遭到國際摩托車賽車協會禁賽六個月，使得蘇爾特斯順利贏得1956年500cc世界冠軍，幫助MV阿古斯塔取得首座高級別冠軍。到了1957年賽季，MV阿古斯塔敵不過吉雷拉，蘇爾特斯僅能獲得季軍。
當吉雷拉與摩托古兹在1957年退出大獎賽事後，蘇爾特斯及MV阿古斯塔稱霸了兩個最高排氣量級別賽事。他在1958、1959、1960年這三年間的39場比賽中取得32次勝利，並成為首位連續三年贏得曼島TT大賽Senior TT級別的車手。

### 賽車生涯
1960年，26歲的蘇爾特斯加入連花車隊轉換跑道至四輪賽車賽事，在舉辦於銀石賽道的1960年英國車手俱樂部國際盃初登場。很快地，在他的第二場一級方程式賽車賽事1960年英國大獎賽便取得第二名的成績，接著又在第三場比賽1960年葡萄牙大獎賽奪下桿位。蘇爾特斯在1961年加入由瑞吉·帕內爾掌管的約曼信用車隊並駕駛低底盤版庫珀T53，隨後，在1962年改效力同樣由瑞吉·帕內爾掌管的鮑梅克車隊，但這次則駕駛搭載V8引擎的羅拉Mk4。1963年，蘇爾特斯轉隊至法拉利，接著在1964年幫助該隊取得車手世界冠軍及車隊世界冠軍。

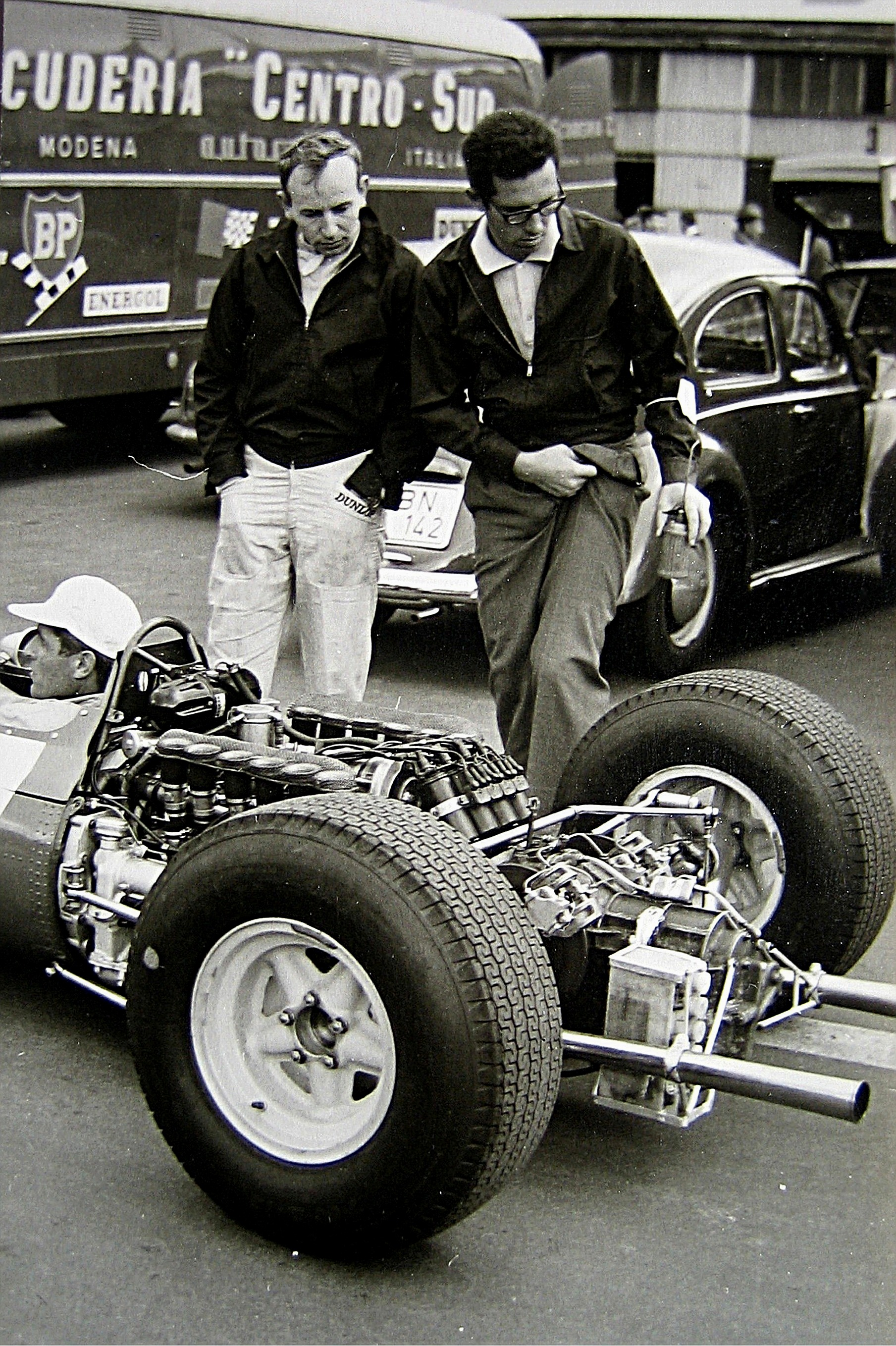
1965年的蘇爾特斯（左）及毛羅·福爾杰利

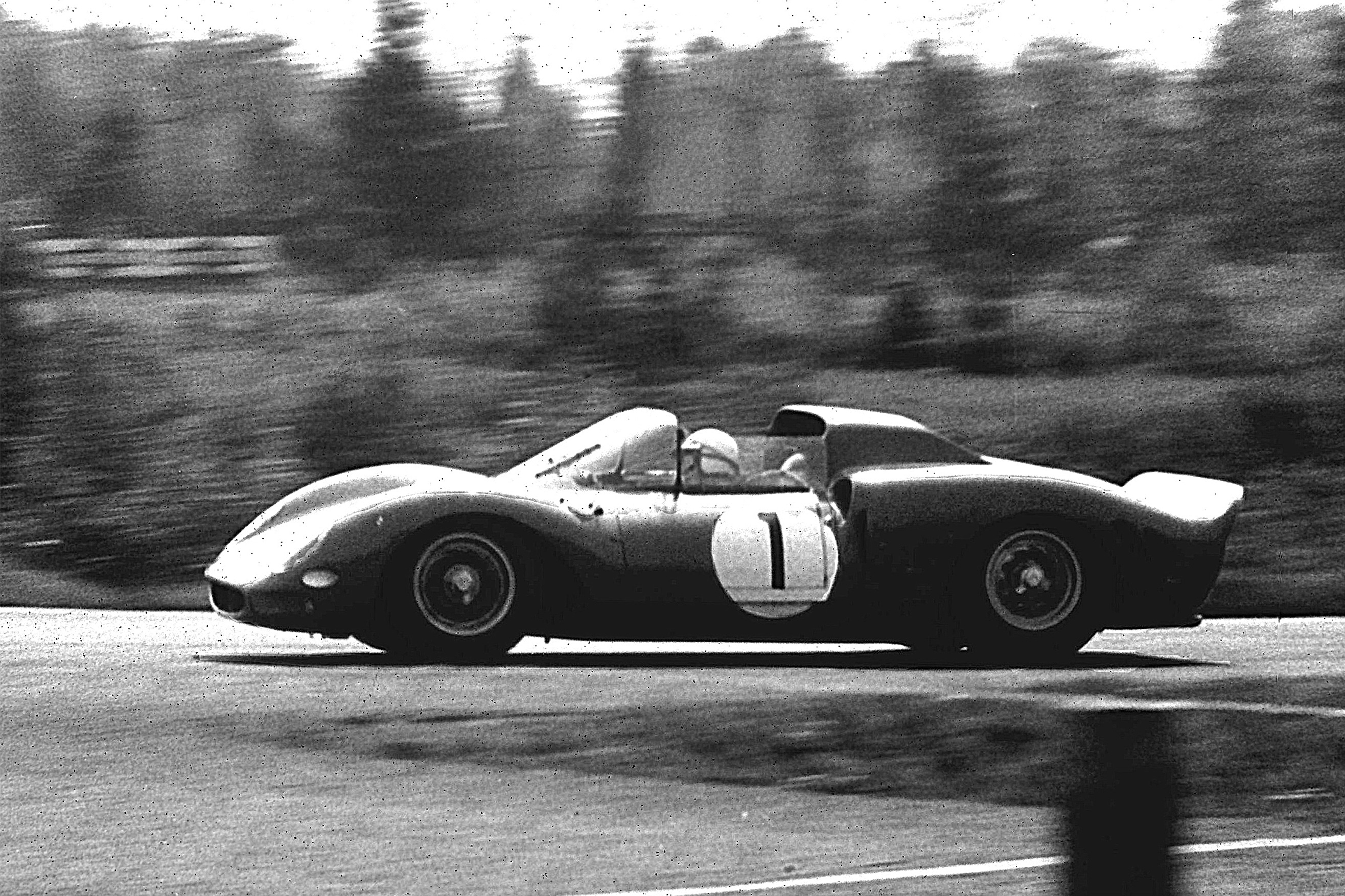
蘇爾特斯參賽1965年紐柏林6小時耐力賽。

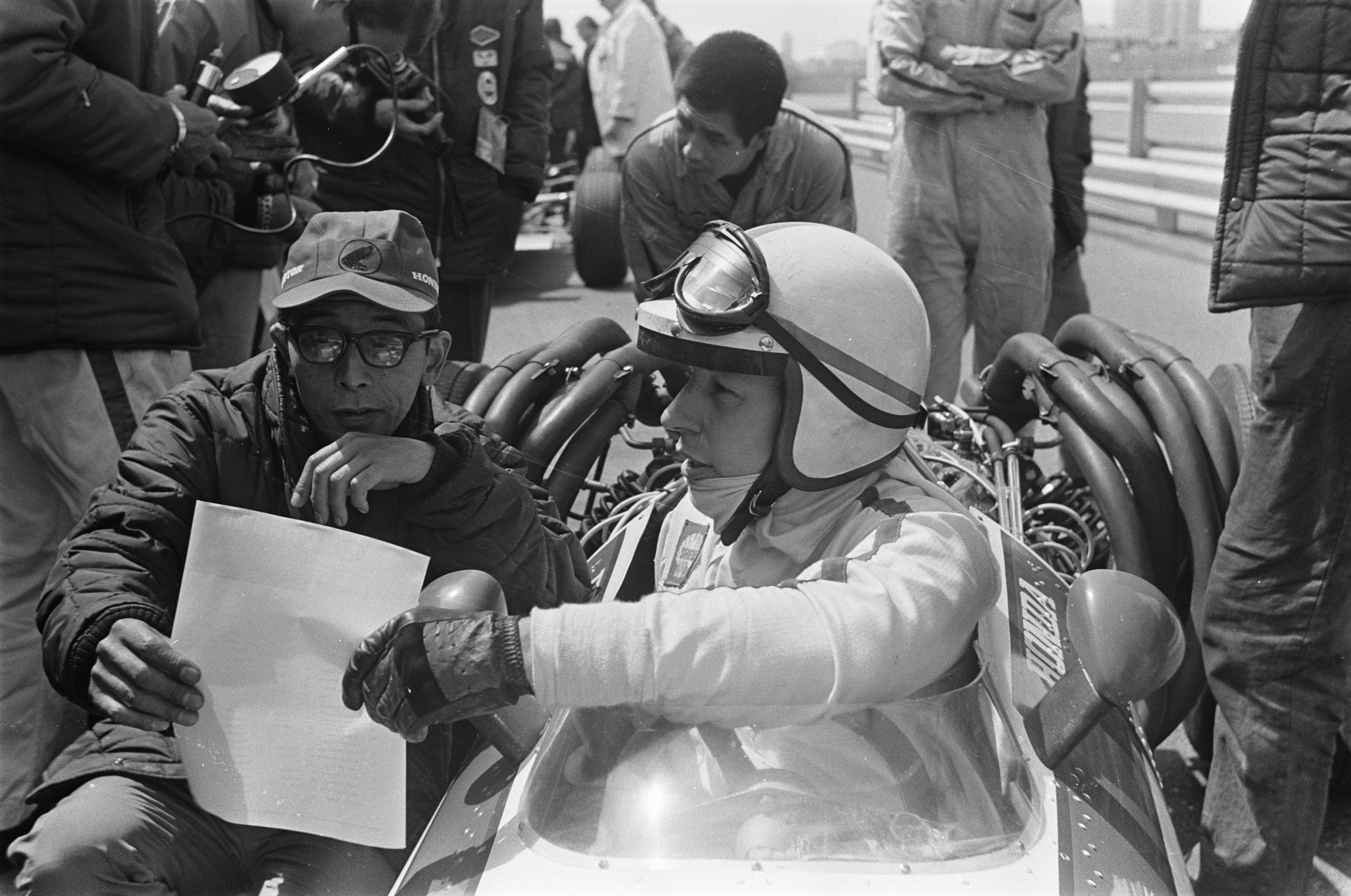
1968年荷蘭大獎賽的蘇爾特斯（右）與中村良夫

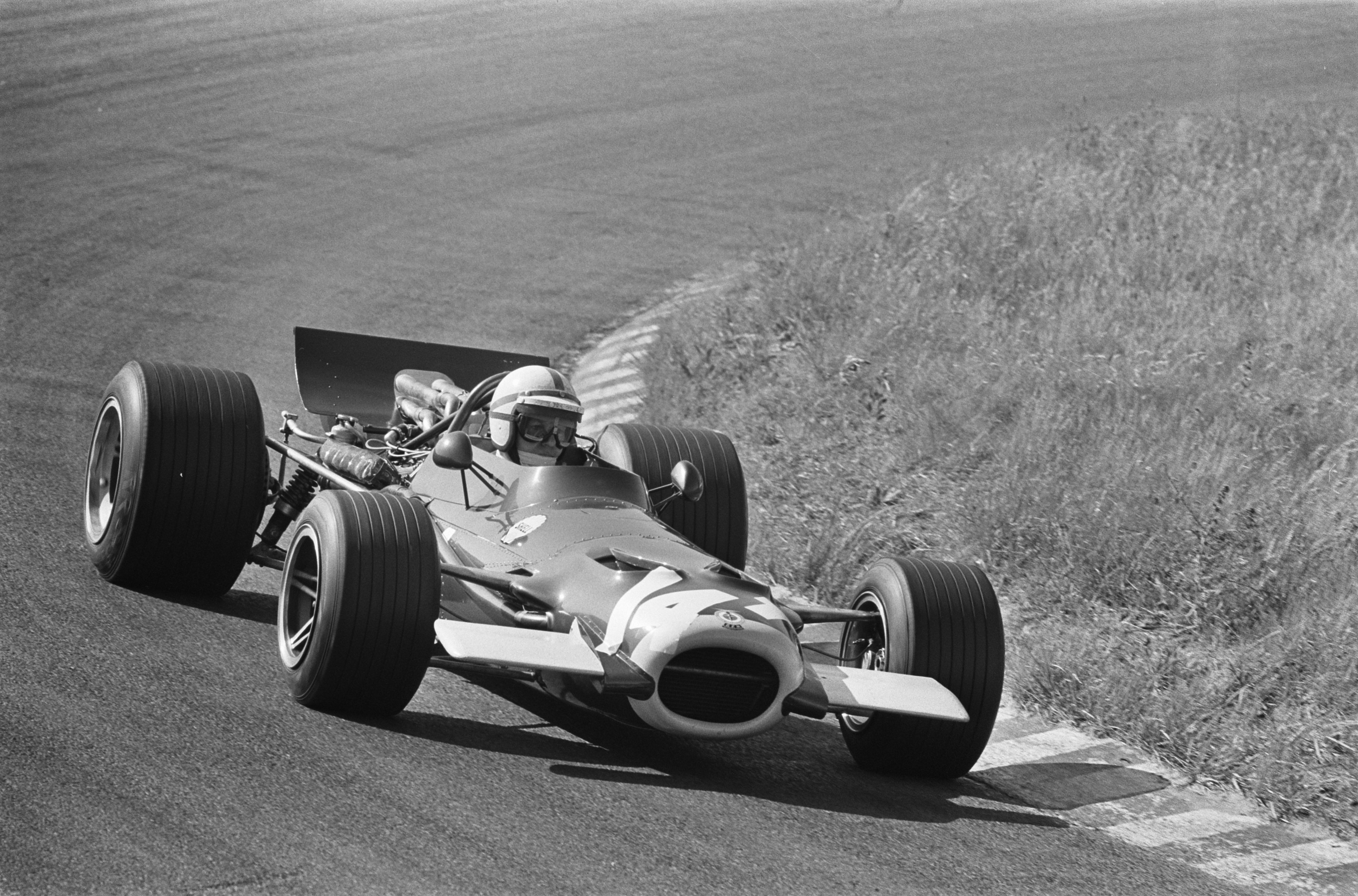
蘇爾特斯參賽1969年荷蘭大獎賽

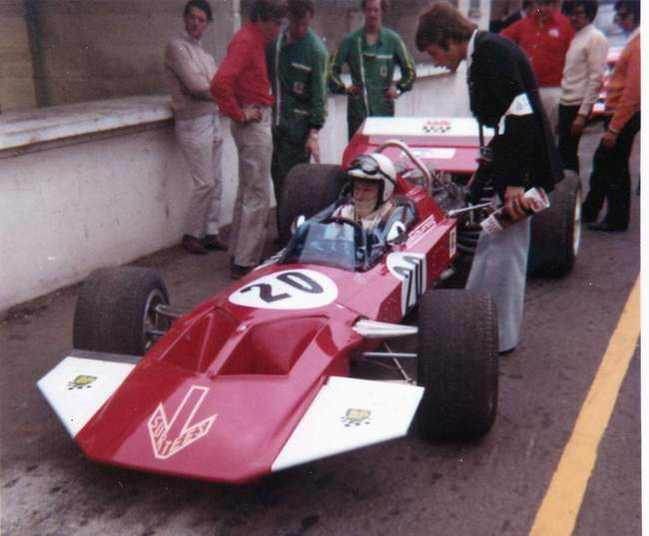
蘇爾特斯駕駛蘇爾特斯TS7

1965年9月25日，蘇爾特斯在加拿大安大略莫斯波特賽道（Mosport Circuit）練習時，他駕駛的羅拉T70跑車前懸吊斷裂，導致撞車而遭遇一起嚴重事故。作家A·J·貝姆（A.J. Baime）便在他的著作《地獄駕駛》（Go Like Hell）中提到，蘇爾特斯在兩側身體相差4英寸的情況下逃出事故現場。醫師針對大部分的骨折部位進行非手術治療，再加上少部分的物理伸展，直到左右兩側身體的差距少於1英寸。
1966年賽季，一級方程式賽車將引擎最大排氣量限制提高至3公升。蘇爾特斯在舉辦於銀石的1966年英國車手俱樂部國際盃駕駛法拉利的新車登場，最終，以落後傑克·布拉漢姆些微的差距取得第2名。一週後的摩納哥大獎賽，蘇爾特斯在大直道上比駕駛2公升BRM的傑奇·史都華具有絕對優勢，但是，隨後因為引擎故障而將領先地位拱手讓人。兩週後，比利時大獎賽的暴雨使得超過半數車手因事故退賽，桿位起跑的蘇爾特斯順利跑完比賽拿下分站冠軍。
由於義大利長期的罷工，法拉利在1966年利曼24小時耐力賽派出的車輛從原先的3輛減少為2輛（法拉利P3）。根據1966年利曼賽的規則，每輛車僅允許由2位車手輪流駕駛，法拉力派出的第一隊由麥克·帕克斯及盧多維科·斯卡爾菲奧蒂駕駛，第二隊則為尚·紀謝及洛倫佐·班蒂尼，蘇爾特斯則被從參賽陣容中剔除。當蘇爾特斯詢問身為車隊經理兼領隊的歐金尼奧·德拉戈尼自己無法出賽的原因時，德拉戈尼表示他認為蘇爾特斯在1965年末的傷勢還未痊癒，不足以應付一場長達24小時的耐力賽。蘇爾特斯對此原因深感不滿，不久後便選擇離隊。他在剩餘的賽季為庫珀-瑪莎拉蒂出賽，拿下賽季收官站的分站冠軍，並在年度車手積分榜上名列第2，將車手冠軍拱手讓給傑克·布拉漢姆。他的這項決定也讓法拉利喪失爭奪1966年世界冠軍的機會。賽季結束後，法拉利屈居亞軍並將車隊冠軍讓給了布拉漢姆-雷普科。
1966年，蘇爾特斯參加首屆加拿大－美國挑戰盃，在6場分站中取得3場勝利，積分超越另外三位分站冠軍丹·葛尼（羅拉）、馬克·多洛修（羅拉）及菲爾·希爾（查普拉），以及麥拉倫的布魯斯·麥克拉倫與克里斯·阿蒙，最終，蘇爾特斯贏得總冠軍。
1966年12月，蘇爾特斯與本田簽約。在效力該隊的首場比賽1967年南非大獎賽取得第3名後，他所駕駛的本田RA273遭遇一系列的機械故障問題。蘇爾特斯在義大利大獎賽駕駛全新坐駕本田RA300，以相距傑克·布拉漢姆0.2秒之差奪下本田的第2座一級方程式賽車分站冠軍。最終，蘇爾特斯在1967年車手積分榜上名列第4。
同年，蘇爾特斯在洛杉磯附近的河濱參加美國汽車俱樂部舉辦的季末公路賽—雷克斯·梅斯300印第賽（Rex Mays 300）。這場賽事的參賽者通常是在橢圓型賽道具有一定經驗的頂尖美國車手，像是同為一級方程式賽車車手的吉姆·克拉克與丹·葛尼。
1970年，蘇爾特斯自己成立了一支車隊蘇爾特斯車隊，作為製造商參賽方程式5000、二級方程式及一級方程式賽車，共9個賽季。他在1972年退役，他的車隊也在該年靠著麥克·海伍德贏得歐洲二級方程式錦標賽冠軍。此後，蘇爾特斯車隊在1978年宣告解散。

### 一級方程式賽車退役後生涯

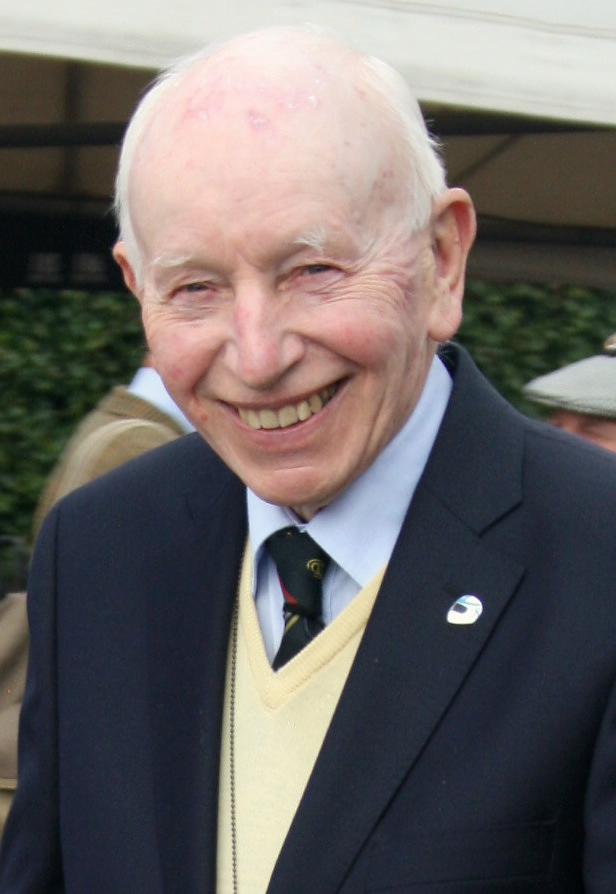
2011年的約翰·蘇爾特斯

1970年代，蘇爾特斯曾在倫敦南部的西威克姆經營一家摩托車店，也曾在肯特郡埃登布里奇做本田汽車的經銷商。他仍舊持續駕駛著他的古董車，參加各類摩托車賽事。此外，他亦未完全脫離單人座賽車界，在2005至2007年間，擔任A1GP汽車大獎賽英國隊的主席。他的兒子亨利·蘇爾特斯繼承父親的衣缽，參加了國際汽聯二級方程式錦標賽、英國雷諾方程式錦標賽及英國寶馬方程式錦標賽等賽事，但是，卻在2009年7月19日於布蘭茲·哈奇出賽二級方程式錦標賽時意外逝世。
1996年，蘇爾特斯入選國際賽車名人堂。國際摩托車賽車協會在2003年授予他大獎賽「傳奇車手」的榮耀。原先持有員佐勳章（MBE）的他又在2008年壽辰授勳獲頒官佐勳章（OBE），接著在2016年新年授勳受封司令勳章（CBE），以表彰在賽車領域的貢獻。
蘇爾特斯在2013年獲頒西格雷夫獎，以表揚他贏得多座世界冠軍，且是目前歷史上唯一在兩輪及四輪賽事皆獲得世界冠軍的車手。
2015年，牛津布魯克斯大學頒授蘇爾特斯工程學博士名譽學位。

### 個人生活
蘇爾特斯有過兩段婚姻：他在1962年與派翠西亞·柏克（Patricia Burke）結婚，兩人於1979年離婚；他在住院期間認識了病房護理長珍·斯帕羅（Jane Sparrow），兩人於1987年結婚並育有兩女一子：莉奧諾拉（Leonora）、艾德文娜（Edwina）及亨利（Henry）。

### 逝世
2017年3月10日，蘇爾特斯因呼吸衰竭病逝於英國倫敦的聖喬治醫院，享壽83歲。

## 外部連結
- 官方网站
- GrandPrix.com上的簡介 （页面存档备份，存于）
- GrandPrixHistory.org上的簡介 （页面存档备份，存于）
- iomtt.com上的曼島TT大賽數據 （页面存档备份，存于）

| 體育角色               | 體育角色                               | 體育角色               |
| ---------------------- | -------------------------------------- | ---------------------- |
| 前任： 傑夫·杜克       | 500cc世界摩托車錦標賽冠軍 1956年       | 繼任： 利貝羅·利巴拉迪 |
| 前任： 利貝羅·利巴拉迪 | 500cc世界摩托車錦標賽冠軍 1958－1960年 | 繼任： 蓋瑞‧賀京       |
| 前任： 吉姆·克拉克     | 世界一級方程式賽車冠軍 1964年          | 繼任： 吉姆·克拉克     |
| 前任： 首屆            | 加拿大－美國挑戰盃冠軍 1966年          | 繼任： 布魯斯·麥克拉倫 |
| 奖项与成就             |                                        |                        |
| 前任： 伊恩·布萊克     | BBC年度體壇風雲人物 1959               | 繼任： 大衛·布魯姆     |
| 前任： 吉姆·克拉克     | 霍索恩紀念獎 1964                      | 繼任： 吉姆·克拉克     |